# Christian zu Dänemark

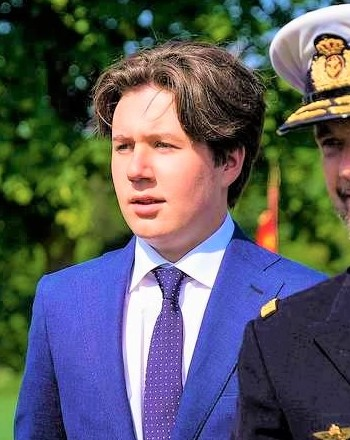
Christian zu Dänemark (2021)

Christian Valdemar Henri John, Kronprinz zu Dänemark, Graf von Monpezat (* 15. Oktober 2005 in Kopenhagen) ist der älteste Sohn von König Frederik X. und dessen Frau Mary. Seit dem Amtsantritt seines Vaters als König am 14. Januar 2024 ist er Kronprinz und steht somit an der Spitze der dänischen Thronfolge. Die offizielle Anrede und der Titel lauten Seine Königliche Hoheit Kronprinz Christian.

## Leben
Prinz Christian wurde am 21. Januar 2006 in der Kapelle von Schloss Christiansborg auf den Namen Christian Valdemar Henri John getauft. Der Name des Prinzen wurde traditionsgemäß erst bei der Taufe bekanntgegeben. Der Prinz wurde nach seinen Großvätern, Prinz Henrik von Dänemark und John Donaldson, benannt. Christian ist ein klassischer Name im dänischen Königshaus und jeder zweite dänische König seit 1448 hieß so. Seine Paten sind: Kronprinzessin Victoria von Schweden, Kronprinz Haakon von Norwegen, Kronprinzessin Mette-Marit von Norwegen, sein Onkel väterlicherseits Prinz Joachim zu Dänemark, Kronprinz Paul von Griechenland, seine Tante mütterlicherseits Jane Stephens, Hamish Campbell und Jeppe Handwerk.
Der Prinz wuchs mit seinen jüngeren Geschwistern, den Prinzessinnen Isabella und Josephine und Prinz Vincent, bei seinen Eltern in Kopenhagen auf.

### Ausbildung
Ab 2007 besuchte der Prinz einen öffentlichen Kindergarten, das Dronning Louises Børnehus, in der Nähe von Schloss Fredensborg, wo er mit seinen Eltern zunächst lebte. Im Herbst 2010 zog die Familie in das Kopenhagener Stadtschloss Amalienborg um und so wechselte Prinz Christian mit seiner Schwester Isabella Anfang 2011 in den Garnison Sogns Menigheds Børnehave.
Ab dem 12. August 2011 besuchte der Prinz eine öffentliche Grundschule, die Tranegårdsskolen im Vorort Hellerup.
Prinz Christian sollte gemeinsam mit seinen Geschwistern ab dem 6. Januar 2020 einen zwölfwöchigen Schulaufenthalt auf der International School in Verbier absolvieren. Der Aufenthalt wurde im März aufgrund der Verschärfung der COVID-19-Situation in Dänemark abgebrochen und die Geschwister kehrten nach Hause zurück.
Ab dem 11. August 2021 besuchte der Prinz das Gymnasium und Internat Herlufsholm in Næstved. Er wechselte ein Jahr später auf das Ordrup Gymnasium.

### Öffentliche Aufgaben
Der Kronprinz nahm bereits als Prinz gelegentlich erste öffentliche Aufgaben mit seinen Eltern oder Großeltern wahr. So enthüllte er 2010 ein Porträt von Prinz Ulrich von Dänemark auf Schloss Rosenborg und ein Porträt seiner Großmutter, seines Vaters und von ihm selbst.
Im Juni 2010 war er Page bei der Hochzeit seiner Patentante, Kronprinzessin Victoria von Schweden, und Daniel Westling.
Durch die Abdankung seiner Großmutter Margrethe II. als Königin und den Amtsantritt seines Vaters Frederik X. rückte er an die erste Stelle der Thronfolge. Als Nachfahre von Königin Victoria wird er auch in der Liste der britischen Thronfolgekandidaten geführt.

## Vorfahren
| Ahnentafel Prinz Christian Valdemar Henri John           | Ahnentafel Prinz Christian Valdemar Henri John                                      | Ahnentafel Prinz Christian Valdemar Henri John                                      | Ahnentafel Prinz Christian Valdemar Henri John                                        | Ahnentafel Prinz Christian Valdemar Henri John                                                     | Ahnentafel Prinz Christian Valdemar Henri John                             | Ahnentafel Prinz Christian Valdemar Henri John                             | Ahnentafel Prinz Christian Valdemar Henri John                             | Ahnentafel Prinz Christian Valdemar Henri John                             | Ahnentafel Prinz Christian Valdemar Henri John                             | Ahnentafel Prinz Christian Valdemar Henri John                             | Ahnentafel Prinz Christian Valdemar Henri John                             | Ahnentafel Prinz Christian Valdemar Henri John                             |
| -------------------------------------------------------- | ----------------------------------------------------------------------------------- | ----------------------------------------------------------------------------------- | ------------------------------------------------------------------------------------- | -------------------------------------------------------------------------------------------------- | -------------------------------------------------------------------------- | -------------------------------------------------------------------------- | -------------------------------------------------------------------------- | -------------------------------------------------------------------------- | -------------------------------------------------------------------------- | -------------------------------------------------------------------------- | -------------------------------------------------------------------------- | -------------------------------------------------------------------------- |
| Ururgroßeltern                                           | Graf Henri de Laborde de Monpezat (1868–1929) ⚭ 1904 Henriette Hallberg (1880–1973) | Maurice Doursenot (1883–1916) ⚭ 1907 Marguerite Gay (1883–1974)                     | König Christian X. (1870–1947) ⚭ 1898 Herzogin Alexandrine zu Mecklenburg (1879–1952) | König Gustav VI. Adolf (Schweden) (1882–1973) ⚭ 1905 Prinzessin Margaret von Connaught (1882–1920) | Alexander Donaldson ⚭ Jean Stevenson                                       | Alexander Donaldson ⚭ Jean Stevenson                                       | John Dalgleish ⚭ Barbara Baisley                                           | John Dalgleish ⚭ Barbara Baisley                                           | John Horne ⚭ Henrietta Clark                                               | John Horne ⚭ Henrietta Clark                                               | William Melrose ⚭ Catherine Smith                                          | William Melrose ⚭ Catherine Smith                                          |
| Urgroßeltern                                             | Graf André de Laborde de Monpezat (1907–1998) ⚭ 1934 Renée Doursenot (1908–2001)    | Graf André de Laborde de Monpezat (1907–1998) ⚭ 1934 Renée Doursenot (1908–2001)    | König Frederik IX. (1899–1972) ⚭ 1935 Prinzessin Ingrid von Schweden (1910–2000)      | König Frederik IX. (1899–1972) ⚭ 1935 Prinzessin Ingrid von Schweden (1910–2000)                   | Peter Donaldson (1911–1978) ⚭ 1938 Mary Dalgleish (1914–2002)              | Peter Donaldson (1911–1978) ⚭ 1938 Mary Dalgleish (1914–2002)              | Peter Donaldson (1911–1978) ⚭ 1938 Mary Dalgleish (1914–2002)              | Peter Donaldson (1911–1978) ⚭ 1938 Mary Dalgleish (1914–2002)              | Archibald Horne (1911–1974) ⚭ 1941 Elizabeth Gibson Melrose (1917–1958)    | Archibald Horne (1911–1974) ⚭ 1941 Elizabeth Gibson Melrose (1917–1958)    | Archibald Horne (1911–1974) ⚭ 1941 Elizabeth Gibson Melrose (1917–1958)    | Archibald Horne (1911–1974) ⚭ 1941 Elizabeth Gibson Melrose (1917–1958)    |
| Großeltern                                               | Graf Henri de Laborde de Monpezat (1934–2018) ⚭ 1967 Königin Margrethe II. (* 1940) | Graf Henri de Laborde de Monpezat (1934–2018) ⚭ 1967 Königin Margrethe II. (* 1940) | Graf Henri de Laborde de Monpezat (1934–2018) ⚭ 1967 Königin Margrethe II. (* 1940)   | Graf Henri de Laborde de Monpezat (1934–2018) ⚭ 1967 Königin Margrethe II. (* 1940)                | John Dalgleish Donaldson (* 1941) ⚭ 1963 Henrietta Clark Horne (1942–1997) | John Dalgleish Donaldson (* 1941) ⚭ 1963 Henrietta Clark Horne (1942–1997) | John Dalgleish Donaldson (* 1941) ⚭ 1963 Henrietta Clark Horne (1942–1997) | John Dalgleish Donaldson (* 1941) ⚭ 1963 Henrietta Clark Horne (1942–1997) | John Dalgleish Donaldson (* 1941) ⚭ 1963 Henrietta Clark Horne (1942–1997) | John Dalgleish Donaldson (* 1941) ⚭ 1963 Henrietta Clark Horne (1942–1997) | John Dalgleish Donaldson (* 1941) ⚭ 1963 Henrietta Clark Horne (1942–1997) | John Dalgleish Donaldson (* 1941) ⚭ 1963 Henrietta Clark Horne (1942–1997) |
| Eltern                                                   | König Frederik X. (* 1968) ⚭ 2004 Mary Elizabeth Donaldson (* 1972)                 | König Frederik X. (* 1968) ⚭ 2004 Mary Elizabeth Donaldson (* 1972)                 | König Frederik X. (* 1968) ⚭ 2004 Mary Elizabeth Donaldson (* 1972)                   | König Frederik X. (* 1968) ⚭ 2004 Mary Elizabeth Donaldson (* 1972)                                | König Frederik X. (* 1968) ⚭ 2004 Mary Elizabeth Donaldson (* 1972)        | König Frederik X. (* 1968) ⚭ 2004 Mary Elizabeth Donaldson (* 1972)        | König Frederik X. (* 1968) ⚭ 2004 Mary Elizabeth Donaldson (* 1972)        | König Frederik X. (* 1968) ⚭ 2004 Mary Elizabeth Donaldson (* 1972)        | König Frederik X. (* 1968) ⚭ 2004 Mary Elizabeth Donaldson (* 1972)        | König Frederik X. (* 1968) ⚭ 2004 Mary Elizabeth Donaldson (* 1972)        | König Frederik X. (* 1968) ⚭ 2004 Mary Elizabeth Donaldson (* 1972)        | König Frederik X. (* 1968) ⚭ 2004 Mary Elizabeth Donaldson (* 1972)        |
| Christian, Prinz zu Dänemark, Graf von Monpezat (* 2005) |                                                                                     |                                                                                     |                                                                                       | |                                                                            |                                                                            |                                                                            |                                                                            |                                                                            |                                                                            |                                                                            |                                                                            |